# Eric Melvin
Eric Melvin (9 de julio de 1966) es un guitarrista integrante del grupo NOFX.
Melvin es el guitarrista original de NOFX desde su fundación en 1983. A lo largo de su carrera en la banda ha tenido varios compañeros de instrumento como Steve Kidwiller, ambos con pasos efímeros por NOFX hasta la llegada de El Hefe, en 1991. Melvin es fácilmente reconocible en NOFX por sus famosas rastas, los continuos cambios de color en el pelo y su particular forma de tocar la guitarra.
Desde 1996 tiene un proyecto alternativo a NOFX llamado Punk Rock Karaoke junto a Steve Soto (miembro de The Adolescents), Derek O'Brien (batería de Social Distortion) y Greg Hetson (guitarrista de los veteranos Bad Religion y The Circle Jerks).